# 夜明け告げるルーのうた
『夜明け告げるルーのうた』（よあけつげるルーのうた）は、2017年に公開された日本の長編アニメーション映画。湯浅政明が監督、吉田玲子・湯浅政明が脚本を務めるオリジナル作品。サイエンスSARU制作。
2017年アヌシー国際アニメーション映画祭長編部門クリスタル賞（最高賞）、毎日映画コンクール大藤信郎賞、文化庁メディア芸術祭アニメーション部門大賞
受賞作品。
キャッチコピーは、「君の"好き"は、僕を変える」。

## 概要
『劇場版クレヨンしんちゃんシリーズ』に初期より参加し、その後『マインド・ゲーム』や『四畳半神話大系』、『ピンポン THE ANIMATION』などを手がけ、数々の受賞歴を持つ湯浅政明によるオリジナル長編アニメーション作品。
キャラクターデザイン原案は漫画家・ねむようこが担当。キャラクターデザイン・作画監督は、これまでの湯浅監督作品で同様にタッグを組んできた伊東伸高が務める。また、脚本は湯浅と共作で吉田玲子が、音楽は『思い出のマーニー』の劇伴を担当した村松崇継が手がける。
本作は、湯浅が抱いていた「心から好きなものを、口に出して『好き』と言えているか？」という現代への疑問を着想の源に、主人公の少年による"心の解放劇"が物語の主軸となっている。
この映画の具体的な原型作品として、1999年に監督したパイロットフィルム『なんちゃってバンパイヤン』を挙げている。イベント上映の『スライム冒険記 海だ、イェ～』で水を描いたが、「描き足りない。いつか水をメインに据えた作品をしっかりやりたいと思っていた。できるだけシンプルに、空間を感じさせるような「動いて面白い表現」」を追求した。
同じく人魚を描いたアニメーションに『崖の上のポニョ』があるが、監督自身も宮崎駿作品に影響を受けており、ポニョとは絵柄が似ることを避けるため、ルーは丸くならないように描かれている。湯浅によると、当初は『ポニョ』の存在を失念しており、「競合がいないと思って」人魚を題材にしたという。また、ルーのパパの描写は『パンダコパンダ』のパパンダなどを意識したと述べている。
公開までの経緯は以下の通り。
- 2017年
  - 1月19日 - 情報解禁が正式に行われ、公式ホームページが開設された。また、人魚の少女・ルー役に谷花音、ルーと交流を深めることで次第に心を開いていく少年・カイ役を下田翔大ら、主要な声優が公表された[17]。
  - 2月14日 - 美術監督・大野広司によるポスタービジュアルが公開された[18]。
  - 3月9日 - 特報映像が公開[19]。
  - 4月7日 - 予告編映像が公開された[20]。

## あらすじ
東京出身の中学3年生である足元カイは、日無町の父の実家で、父・祖父と三人で暮らしていた。日無は人魚の伝承のあるひなびた漁港だった。カイは感情を表に出さず、学校の進路調査には何も書かずに提出した。
夏休みが近づいた頃、カイは自作の打ち込みを動画投稿サイトにアップする。それがきっかけで、同じクラスでバンド「セイレーン」を組んでいる遊歩と国夫からメンバーに誘われる。湾を遮るお陰岩の外側にある人魚島でのバンドの練習にカイは同行する。カイが遊歩の歌い方を注意すると、怒った遊歩はその場から立ち去ったが、そのあともカイと国夫は誰かの歌声を聞く。帰路、3人は密漁中の青年2人と遭遇、因縁をつけられてカイのスマートフォンは海に捨てられる。しかし青年の乗る船は突如盛り上がった海水に転覆、難を逃れた3人は港に帰り着いた。帰宅したカイは離れの舟屋で父が昔録音した音楽テープを見つけて再生する。そこに、海水の塊に入った少女の人魚が現れる。人魚はルーと名乗り、カイのスマートフォンを渡した。音楽を流すとルーの下半身が鰭から足に変わることをカイは知る。　
翌日、カイはバンドに加わり、3人が人魚島で練習をしていると、ルーが現れて下半身を足に変えて踊った。港に戻った3人はルーの存在を自分たちだけの秘密にすることを決める。2人と別れたあと、カイは近くにルーがいることに気づく。カイは音楽を流したカセットデッキを持って、パーカーを着せたルーと夜の町を歩く。公園でカイは両親が離婚していることをルーに打ち明け、この町も誰も好きではなかったと述べる。野犬や捨て犬の収容施設に来たルーは、海水を召還して中にいる犬を流出させると片っ端からかみついて下半身が鰭となった「犬魚」にしてしまう。夜明けとともにルーは「犬魚」を連れて海に去った。
翌日、カイは国夫の実家である神社で人魚の伝承について聞く。それは捕らえた人魚を日に当てると燃えだしてしまい、その後に「お陰様のたたり」によって湾内だけ水位が上昇し、人魚の遺体を持ち去ったというものだった。
海で亡くなった人を浜辺で慰霊する「灯篭祭」での演奏を「セイレーン」は許される。国夫はルーにボーカルをさせようと提案、当日クーラーボックスの中にルーを入れて待機する。だが、ルーは自分で音楽を流してビーチパラソルで日光を防ぎながら外に出て踊り、周囲の人々も勝手に踊り出してしまう。音楽が止まった瞬間にルーの下半身が鰭に戻り、その様子は居合わせた人々のスマートフォンなどに捉えられる。その映像はSNSなどで瞬時に広がり、人魚騒動が持ち上がる。遊歩の祖父である町内会長は、これを契機にかつて閉鎖した人魚島の「人魚ランド」を再開させることを決める。漁民たちは人魚の言い伝えを恐れてそれに反対した。カイはもうバンドをやらない、ルーをバンドに巻き込むことにはかかわらないと口にした。「人魚ランド」の仮オープンに「セイレーン」は出演することになり、国夫から誘われたルーは好意的な反応を示すが、カイの気持ちは変わらなかった。
仮オープン当日、カイ抜きで「セイレーン」の演奏が始まり、やがてルーが登場して踊り始める。遊歩は舞台でダンサーに接触して転倒したが、音楽は止まらなかった。遊歩の祖父は、「保険」としてプロのバンドを呼んでいた。遊歩と国夫は途中で退出し、ひそかに来ていたカイからきつい言葉を聞いた遊歩はそのまま姿を消してしまう。ルーも演奏しているのがカイたちではないことを知り、さらにステージライトや大量のフラッシュに驚き、海水を召喚してその場から逃げ去った。カイは島から戻る船でスマートフォンを海に投げ捨てる。
町では様々な怪現象から、人魚に対する不安の声が上がる。ルーはカイのスマートフォンを届けに舟屋に現れたところを捕獲され、水産会社の屋内プールに閉じ込められた。遊歩が「人魚に襲われる」という書き込みをSNSに残したことで、ルーは失踪の犯人と疑われる。実際には遊歩は先輩と慕う伊佐木の家にいた。書き込みと失踪はルーに嫉妬した故の行動だったが、騒ぎになっていることを伊佐木から知らされ、プールに潜入する。そのとき、ルーを駆除するために天井が開かれ、日光が差し込んだ。ルーは叫び声を上げ、街の中でそれを聞いたルーの父は体から火を出しながらルーの元に駆けつける。だが、ルーともども釜の中に閉じ込められた。国夫の発案で、遊歩は町内放送を通じ、自分の無事とカイにルーを助けてほしいことを訴えた。
自宅にいたカイは放送を聞き、さらにルーが届けたスマートフォンに自分やルーの写真が入っているのを見る。カイはギターを持ってルーが閉じ込められたプールに向かう。そこにカイの父も現れ、自分の思った通りにやれとカイを励ました。カイ・遊歩・カイの父・遊歩の祖父はプールの排水口を開き海水を入れる。カイがギターを奏でると、元気を取り戻したルーの父は釜を破り、さらに海水を召喚すると空中に浮上させ、カイと遊歩もその中に招かれてルーと再会した。その後、遊歩の祖父が操縦するヘリコプターにカイと遊歩は引き揚げられた。
町では「お陰様のたたり」によって水没が始まった。伊佐木は国夫に避難放送をさせ、バスで町民を高台に避難させる。人魚たちも町民を自分の体に乗せたり、人のいる水塊を飛ばしたりして避難に協力した。だが、人魚たちは体力を消耗し、動けなくなっていった。夜明けが近づいたとき、カイはギターを携えてヘリコプターから人魚島に下り、歌を歌う。力を取り戻した人魚たちは海水を押し戻し、漁師たちも傘で日光を防いで人魚たちに協力した。町は救われ、お陰岩は崩壊してなくなった。カイはルーの前で、ルーのことが大好きだからずっとそばにいてほしいと叫ぶ。人魚たちは、町民の用意した傘を持ち、音楽に合わせて踊り出したが、まもなく一斉に姿を消す。日光を遮るお陰岩がなくなったため、人魚はこの海域にいられなくなったのだ。
夏休み明け、カイは父親に、「山向こう」の高校に進学していつかこの町に戻り、世界の海に出たいと告げる。登校の途中、遊歩は東京の高校に進学すると国夫とカイに話すのだった。

## 登場人物

### ルーと「セイレーン」のメンバー
ルー
声 - 谷花音（原版）声 - クリスティーン・マリー・カバノス（英語版）声 - Julie Claude (仏語版)
幼女に近い姿をしている。緑色の髪を持ち、ワカメでできた服を身にまとっている。人語を解するが、片言に近い話し方をする。音楽に合わせて踊ると、居合わせた人間が勝手に踊り出してしまう場合がある。母親については「食べられた」とカイに話している。カイの祖父の少年時代に、彼の母親を噛んで助けた人魚はルーに似たシルエットをしている（ただし、作中でルーと明示されていない）。
足元カイ
声 - 下田翔大（原版） 声 -  マイケル・シンターニクラス（英語版） 声 -  Maxime Baudouin（仏語版）
中学3年生の14歳の少年。東京出身。母からの手紙には宛名が「足元海」と記されている。普段はほとんど感情を表に出さなかった。ルーと出会ってからは笑顔を見せたりするようになり、遊歩からは以前のカイのほうがよかったとも言われている。ルーと出会う前から人魚の伝承に関心を示して本を読んだりしていた。打ち込みをアップした際には"merman"というハンドルネームを使用し、「セイレーン」への参加も人魚島で練習することに興味を示したことが発端だった。灯籠祭で演奏したときには「音楽をしていることを知られたくない」と頭から魚のかぶり物を被った。母親からは定期的に手紙が届いていたが、封も切らずに放置していた。映画の最後では返事を書いて、今度会うことを父に伝えている。また泳ぐことができず、学校の遠泳大会では救命胴衣をつけてのろのろと泳いでいた（ルーが体を支えて猛スピードで前に進めた）。ルーから体の浮かせ方を教わり、「お陰様のたたり」の時には普通に泳いでいる。
海老名遊歩
声 - 寿美菜子（原版）   声 -  ステファニー・シェー（英語版） 声 -  Alice Orsat（仏語版）
カイのクラスメイトで、「セイレーン」のボーカル兼ベース。町の水産業「えびな水産」社長の一人娘。ツインテールのような髪型をしている。東京に出てファッションモデルになったり、バンドで有名になりたいという夢を抱いている。自分中心な一面があるが、公式サイトでは「本当は自分に自信がなく、いつも誰かに頼り、思っていることと逆のことを言ってしまう」と記されている。歌はうまくなく、カイからそのことについて指摘を受けている。
国夫
声 - 斉藤壮馬（原版）  声 -  Brandon Engman （英語版） 声 -  Julien Crampon（仏語版）
カイのクラスメイト。姓は不明。「セイレーン」のギター担当。日無神社の跡取り息子のため、バンドをすることを親には秘密にしており、灯籠祭ではカイ同様魚のかぶり物を被っていた。父の頭髪が薄いため将来はげることを気にしており、シャンプーに金をかけている。遊歩には密かに思いを寄せている。

### 周囲の人間
足元照夫
声 - 鈴村健一（原版）  声 -  （英語版）
カイの父親。眼鏡をかけている。えびな水産に勤めているが、海には出ない。若い頃はバンドをしており、当時録音したテープが実家の舟屋に残っていた。バンド活動によってクラスメイト（尚子）と恋仲になり、東京に出てダンサーとなった彼女と結婚してカイをもうけたが、離婚してカイとともに実家に戻っている。ルーが閉じ込められたプールに赴いたときには、中に入るためのカードをカイに渡した。
カイの祖父
声 - 柄本明、平林麗大（幼少時）（原版）  声 - （英語版）  声 - Philippe Résimont （仏語版）
遊漁船の船主をしているが、船長は外の人間を雇って自らは海に出ない。現在は母親に教わった傘の製作を手がけている。少年時代にはギターで歌を歌っていた。だが、海で歌っていたときに、海女の母が人魚に噛まれ、そのあと体から火を出して海に沈んだことから、カイには「歌に人魚は寄ってくる」「海には近寄るな」と話し、ルーを使った町おこしの話が持ち上がったときには「人魚と関わるな」と主張した。「お陰様のたたり」の時には船で海に出て、人魚となった母と再会した。その後の消息は作中で描かれないが、実家には遺影が飾られていた。
会長
声 - 菅生隆之（原版）声 -  （英語版）  声 -  （仏語版）
遊歩の祖父。えびな水産の現会長（前社長）で日無町内会長。作中で映される名刺によると名前は「海老名豪藏」。カウボーイハットを被っている。人魚を街おこしに使う考えを持っており、以前に人魚島に「人魚ランド」を作ったことがあった（その跡地で「セイレーン」は練習していた）。ルーの噂が持ち上がったことで、再オープンに踏み切る。ヘリコプターの操縦もこなす。
社長
声 - チョー (原版)  声 -  ？（英語版）  声 - Guillaume Orsat（仏語版）
遊歩の父で、えびな水産の現社長。作中に映される名刺によると名前は「海老名泰三」。眼鏡をかけた小柄で小太りの男性。遊歩の祖父が「人魚ランド」の失敗で傾けた会社を建て直したと自負している。人魚を嫌っており、人魚ランドを再開するという祖父には反対した。また遊歩のことになると冷静さを失い、遊歩が人魚に襲われたと誤解したときにはルーの駆除を試みた。ルーとその父が逃げ出したときには漁船で追いかけさせたが、たたりを恐れた乗組員に浮き輪つきで海に放り投げられた。
宮司
声 - 佐々木睦（原版）  声 -  ？（英語版）  声 -  （仏語版）
日無神社の宮司で国夫の父。頭の毛が薄いのは剃髪ではなく、自然な抜け毛の結果である。人魚の伝承に詳しく、求められてカイに話して聞かせた。「お陰様のたたり」のときにはいち早く事象に気づき、避難活動に協力した。
フグ田
声 - 川島得愛（原版）  声  - ？（英語版）
日無町の漁師で、照夫やその（元）妻とは幼馴染み。鼻先が赤い。一度東京に出てダンサーを目指したが夢が叶わずに実家に戻り、外海での養殖漁業を手がけて成功。進路指導の講師としてカイたちのクラスに呼ばれて話をした。そのとき、つい照夫とその妻について言及してしまう。公園で後述の伊佐木とデートをしていると思しき描写がある。「活き締めワークショップ」の講師だったが、ルーの父に先にやられて出番はなかった。
伊佐木
声 - 伊藤静（原版） 声 - アリソン・リー・ローゼンフェルド（英語版）   声 - Caty Baccega （仏語版）
日無出身の若い女性。遊歩からは「伊佐木先輩」と慕われている。東京に出てモデルを務めていたが帰郷。町内放送のアナウンスを担当しているほか、自宅をカフェや宿泊もできるよう改装し、将来は観光業に就きたい考えを持っている。「お陰様のたたり」の時に、コミュニティバスを運転して町民避難に当たった。避難誘導放送は国夫に任せたが、結局携帯から町内放送に音声を流してもらう形で自らも案内した。
担任教師
声 - 堀井真吾（原版）  - 声 ？（英語版）  声 -  （仏語版）
カイたちのクラスの担任で、眼鏡をかけた中年男性。ペットに犬を飼っている。過去に育てられなくなった犬を遺棄した経験があり、「お陰様のたたり」の時には今の飼い犬に見捨てられ泳げなかったため「犬魚」と化したかつての飼い犬に助けられる。
江曽島
声 - 大悟（千鳥）（原版）   声 - ？（英語版）  声 -  （仏語版）
日無町の若い男性。人魚が災いを呼ぶという考えの持ち主。
髭反大
声 - ノブ（千鳥）（原版） 声  -  ？（英語版）  声 -  （仏語版）
日無町の若い漁師。ひげを生やした容貌をしている。「活き締めワークショップ」の参加者。
タコ婆
声 - 青山穣（原版）  英語版 -声
日無町に住む老女。若い頃に好きだった男性を人魚に奪われた（と思っていた）ことから人魚に反感を抱き、銛を持って海を見張っていた。「お陰様のたたり」の時に海に出て、人魚となったかつての恋人と再会、彼に噛まれて自らも人魚となる。
亀田
声 - 関貴昭（原版） 声 -  ？（英語版）  声 -  （仏語版）
作中で映される名刺によると、えびな水産の専務取締役で名前は「虎吉」。はげ上がった頭に眼鏡をかけた大柄な男で、常に社長について回っている。「お陰様のたたり」のときには社長とともに漁船に乗るが、船員から二人揃って海に放り出された。
鯨井
声 - 各務立基（原版） 声 -  ？（英語版）  声 -  （仏語版）
日無町観光課課長。権力についていくタイプ。軟弱で優柔不断そうな性格。名刺にて「淳」という名が確認できる。
椎羅
声 - 宮崎敦吉（原版） 声 -  ？（英語版）  声 -  （仏語版）
日無町商工会議所所長・役場主任。鯨井と同じく権力についていくタイプで硬く神経質そうな性格。カイたちに人魚に関する取引話をもちかける。名刺にて「助清」という名が確認できる。
密漁青年
声 - 松浦義之・あべそういち（原版） 声  - ？（英語版）  声 -  （仏語版）
お陰岩の近くで夜間にアワビを密漁していた青年2人組。カイたちに現場を目撃され、カイのスマホを銛で突いて海中に捨てたが、人魚の魔法により船を転覆させられる。「お陰様のたたり」の時には乗っていた船で町民を救い、照れくさそうな顔をしていた。
本作の登場人物にはフグ田や伊佐木、タコ婆、亀田、鯨井、椎羅のほかに「能登黒」がおり、魚介類からもじった名前が複数設定されている。

### 他の人魚
ルーのパパ
声 - 篠原信一（原版） 声 -  ？（英語版）声 - （仏語版）
頭部は巨大なサメのような形状をしており、下半身の鰭は二つに分かれた形である。背広・帽子・靴といった人間に近い出で立ちで町内に現れ、町の商工会議所にも出入りしている。立ち上がると顔が民家の2階に届くくらいの高さになる。空の太陽の位置が移動するという知識があり、進みたい方角が影になるのを待ってから歩く描写がある。また、鋭利な牙があり、この牙で魚に傷をつけただけで活け締め状態になる（実際は「人魚化」させている）。その手際のよさから、フグ田からは「活き締めとまちおこしスペシャリストの先生」とも呼ばれていた。カイのもとを訪れて握手を求めたこともある。人語を解するかどうかは不明確で、発するのはうなり声だけである。
わん魚（ワン魚）
声 - 新谷真弓（原版） 声  - ？（英語版）声 - （仏語版）
ルーに噛まれて「犬魚」になった犬の1匹。ルーと行動を共にするようになる。かつてはカイたちの担任教師の飼い犬で「ソラン」という名前がつけられており、「お陰様のたたり」の時には泳ぎきれないかつての飼い主を救った。
タコ婆の元恋人
昔、海で人魚に噛まれて人魚となった人物。若い頃のままの姿をしており、「お陰様のたたり」の時にはその状態でタコ婆の前に現れた。タコ婆には自分は人魚に助けられたと話す。

## 設定について

### 人魚
本作の人魚は、日光に当たると体が燃え上がるという設定である。のみならず、それに近い強力な光におびえる。このため、人魚は晴れた日中には姿を見せない（雨の日は問題なし）。日無町では「人魚は人を食べる」という伝承がある。人魚よけのため、太陽を似せて白く塗ったウニの外殻を軒先につるす風習があり、実際に目撃したルーはおびえて目を背けた。
人魚には一定サイズの海水をキューブ状にしてコントロールする能力（魔法）があり、持ち上げたり宙に浮かせたりすることができる。人魚がコントロールしている海水は、画面では緑がかった色で描写されている（監督の湯浅は「反自然的な力で動いている」ことを示していると述べている）。
また、人魚に噛まれた動物は人魚となる（ルーの父親は牙で傷をつけても「人魚化」できる）。魚の場合、活け締め状態になるが、身をおろした後の骨と頭だけになっても生きており、それが夜間に街中を行進する描写がある。
人魚の伝承をまとめた『日無町奇談』という書籍があり、カイが目を通していた。

### 地理など
日無町は架空の「踊木県」にあるという設定。作中では「フカヒレと人魚の町」というキャッチフレーズがつけられている。カイの家の離れとして建てられている舟屋は京都府伊根町の舟屋をモデルとしており、エンドロールには「制作協力」として伊根町観光協会の名前が記載されている。このほか、街並みは愛知県の島や倉敷市の商店街も参考にされている。
お陰岩は漁港のある湾口にあり、日光を遮っていた。岩には外海との間にトンネル状の水路が存在する。その出口の先に人魚島があり、海の難所として多くの船が沈んでいる。

## スタッフ
- 監督 - 湯浅政明
- 脚本 - 吉田玲子、湯浅政明
- 音楽 - 村松崇継
- キャラクターデザイン原案 - ねむようこ
- キャラクターデザイン・作画監督 - 伊東伸高
- 美術監督 - 大野広司
- フラッシュアニメーション - アベル・ゴンゴラ、ホアンマヌエル・ラグナ
- 撮影監督 - バテイスト・ペロン
- 編集 - 丹彩子
- 音響監督 - 木村絵理子
- 劇中曲・編曲 - 櫻井真一
- 音楽制作 - フジパシフィックミュージック
- 制作プロデューサー - チェ・ウニョン
- アニメーション制作 - サイエンスSARU
- 製作 - 清水賢治、大田圭二、湯浅政明、荒井昭博
- チーフプロデューサー - 山本幸治
- プロデューサー - 岡安由夏、伊藤隼之介
- 企画協力 - ツインエンジン
- 制作 - ルー製作委員会（フジテレビジョン、東宝、サイエンスSARU、BSフジ）
- 配給 - 東宝映像事業部

## 主題歌

### エンディングテーマ
「歌うたいのバラッド」
作詞・作曲・編曲・歌 - 斉藤和義（SPEEDSTAR RECORDS）
作中ではクライマックスでカイが歌う。カイが父のバンドのテープからこの曲を見つけ、ネットで検索して斉藤の名前の入った結果が表示される描写があり、本作の世界においても「斉藤和義の歌」として存在している設定である。

### 挿入歌
「かわいい唇」
作詞 - 湯浅政明 / 作曲・編曲 - 桜井真一
カイの祖父が少年時代に歌っていた曲である。
「Dance Girl 踊り子」
作詞 - 湯浅政明 / 作曲・編曲 - 桜井真一
「fight」
作詞・作曲 - YUI

## メディア展開

### 小説版
- 原作・湯浅政明で、三萩せんや著。KADOKAWAより2017年5月刊。冒頭部はKADOKAWAとtwitterによる「ePub-tw.com」から無料で読むことが可能[36]。

### ビデオグラム
- 2017年10月18日にブルーレイ・DVDがリリースされた[37]。

## 海外での展開
2018年1月2日、アメリカの映画配給会社GKIDSは、湯浅政明監督の3本の劇場映画の米国配給権を獲得したことを明らかにした。吹き替え版での製作もされており、2017年8月にはフランス語版を製作、上映され、2018年1月には北米に進出において米国人キャストによる英語吹き替え版も製作された。

### 映画祭
- 2017年6月18日‐20日 上海国際映画祭 パノラマ部門上映
- 2017年7月13‐8月2日 ファンタジア国際映画祭 長編コンペティション部門 出展
- 2018年1月20日 サンダンス映画祭 プレミア上映[39][22]
- 2018年2月23日 ニューヨーク国際子ども映画祭 オープニング上映[40]
- 2019年3月3日 ウラジオストクで開催された第52回日本映画祭 にて上映[41]
- 2019年2月26日 ブルネイで開催された「Japanese Film Festival 2019」にて上映[42]

### 一般公開
- 2017年8月30日より フランス公開[43]（吹き替え版あり）
- 2017年9月29日より  台湾公開[43]（吹き替え版あり）
- 2017年12月6日より  イギリス､アイルランド 同時公開[43]
- 2018年1月31日より  韓国公開[44]
- 2018年3月22日より  香港公開[45]
- 2018年5月11日より アメリカ合衆国､カナダ公開[43]
- 2018年6月1日より スペイン公開[46]（吹き替え版あり）
- 2019年1月31日より オーストラリア公開[47]

## 受賞
- 2017年アヌシー国際アニメーション映画祭 - 長編部門クリスタル賞（グランプリ）
  - 日本の長編作品がグランプリを受賞するのは、高畑勲監督の『平成狸合戦ぽんぽこ』以来22年ぶり[4]。
- 第72回毎日映画コンクール大藤信郎賞[5]
- 第21回文化庁メディア芸術祭アニメーション部門大賞[6]
- VFX-JAPANアワード 2018 劇場公開アニメーション映画部門優秀賞[48][49]

## テレビ放送
フジテレビ及びBSフジが制作に関与したものの、2023年時点で両局では放送されていない。
| 回 | 放送日       | 放送時間（JST）    | 放送局    |
| -- | ------------ | ------------------ | --------- |
| 1  | 2020年1月2日 | 木曜22:35 - 翌0:40 | NHK Eテレ |

## 関連作品
- 『なんちゃってバンパイヤン』（1999年）

この映画の原型となった作品。
後に『バンパイヤン・キッズ』（2002年）としてテレビアニメ化し、フジテレビにて放送された。
同作のDVD第1巻の映像特典、及び『キックハート』の特典ディスクに収録。
- 『きみと、波にのれたら』（2019年）

湯浅の次回作で、湯浅曰く「続編ではない」が「ちょっとつながっているところがあります」と述べている。